# Basilique Notre-Dame-du-Cap
Pour les articles homonymes, voir Sanctuaire Notre-Dame-du-Cap et Basilique Notre-Dame.
La basilique Notre-Dame-du-Cap est une église située au Cap-de-la-Madeleine, un secteur de Trois-Rivières au Québec. Elle est dédiée à la Vierge Marie et accueille chaque année des milliers de pèlerins et visiteurs. Elle a été élevée au rang de basilique mineure en 1954. Elle a été désignée comme l'un des cinq sanctuaires nationaux du Canada par la Conférence des évêques catholiques du Canada.

## Histoire

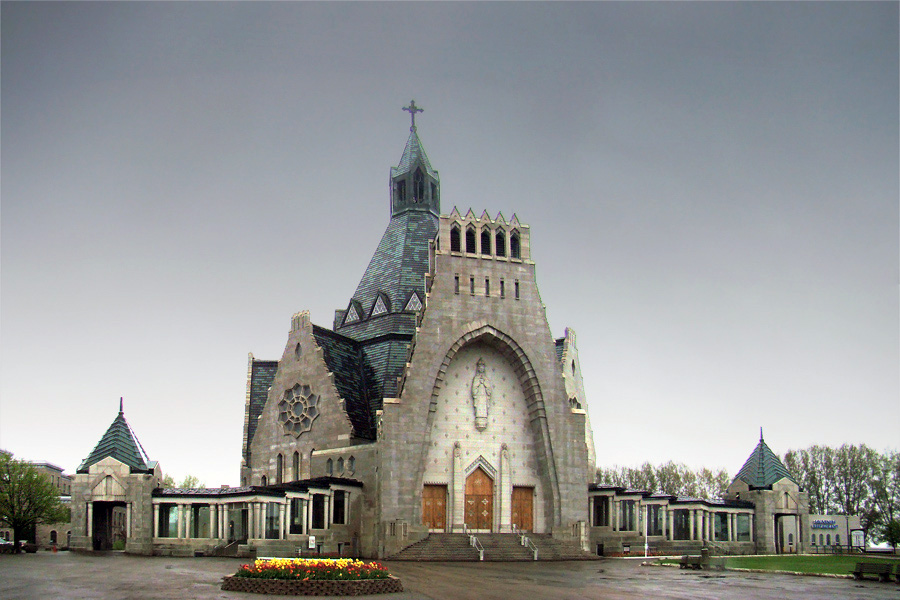
Basilique Notre-Dame-du-Cap, Trois-Rivières, Mauricie, Québec, Canada.

L'appellation se rapporte à une statue de la Vierge actuellement situé dans le vieux temple. Une profonde dévotion mariale existe à Cap-de-la-Madeleine depuis 1694 avec l'institution de la Confrérie du Rosaire sous la gouverne du Père Paul Vachon. À la suite de la mort du Père Vachon en 1729, il y a une baisse de dévotion qui s’échelonne sur une période de 115 ans, jusqu'à ce que la dévotion à Marie soit reconstituée en vertu des travaux du Frère Luc Désilets en 1867. Après avoir vu un cochon tenant un chapelet dans sa bouche, Frère Désilets décide alors de se consacrer à la Sainte Vierge et de rétablir sa dévotion.
La chapelle d'origine date de 1717 (les travaux se déploient sur 3 ans jusqu'en 1720) ; la permission de construire est obtenue en 1714.
À partir de la fin du XIXe siècle, l'église est devenue un lieu de pèlerinage mariale important où des milliers de Québécois et d'Américains viennent prier la Vierge. La troisième église devient trop petite au milieu du XXe siècle. On décide alors de la démolir et de construire un nouveau temple sur un terrain adjacent. La nouvelle église a une capacité de 1 600 places. Elle a été construite entre 1954 et 1965 selon les plans de l'architecte Adrien Dufresne (en) (1904-1983). Il s'inspire des œuvres de son mentor, le moine-architecte Dom Bellot. Elle est desservie par les oblats de Marie-Immaculée.

### Architecture
La basilique actuelle est construite à partir de 1955 et consacrée en 1964 : la construction dure neuf ans. Elle mesure 258 pieds de haut du sol à la croix qui orne le toit, 125 pieds de haut du plancher au haut du dôme à l'intérieur.  Une statue de 24 pieds de Marie orne sa façade. Neuf années sont nécessaires pour que tous les vitraux (faits à la main) soient installés dans la basilique.

## Pèlerinage
Dès le début du XXe siècle, de nombreux pèlerinages commencent à cheminer vers le sanctuaire Notre-Dame-du-Cap, principalement en provenance du Canada et des États-Unis.
Les participants au pèlerinage dédié à Marie-Reine-du-Canada, créé en 2003, parcourent notamment 100 km à pied en trois jours de Saint-Joseph-de-Lanoraie (Lanoraie), en passant par Maskinongé et Trois-Rivières, à chaque fête du Travail.
Les pèlerins dévoués à Marie-Reine-de-la-Paix convergent quant à eux chaque année à partir de plusieurs points au Québec, en arrivant le 15 août lors la fête de l'Assomption.